# Melt-Banana
I Melt-Banana sono un gruppo noise rock (a volte descritto come noisecore) giapponese che venne fondato nel 1992 da alcuni amici, tutti residenti a Tokyo. I primi componenti erano: Onuki Yasuko (conosciuta anche come Yasuko O. o semplicemente Yako), Agata Ichirou e Rika mm'; successivamente si aggiunse Toshiaki Sudoh (conosciuto anche come Sudoh).

## Storia dei Melt-Banana
I Melt-Banana furono fondati a Tokyo nel 1992 da Onuki Yasuko, Agata Ichirou e Rika mm'. Successivamente alla band si unì Toshiaki Sudoh.
L'origine del nome è da attribuire alla cultura della droga importata dalla Cina verso la fine degli anni '80: in particolare vi è un gioco di parole architettato dal gruppo stesso. Presso la scena punk giapponese era molto in voga il consumo di pastiglie di eroina fumata (spesso provenienti da Taiwan a causa delle severe politiche interne del proibizionismo giapponese); tali pastiglie erano denominate "banana" per il loro colorito e per la loro consistenza pastosa una volta fatte scaldare su un foglio di alluminio. Di conseguenza deriva come provocazione il nome del gruppo: inizialmente attribuito in maniera informale agli elementi eroinomani della scena noisecore, definiti dall'opinione pubblica e dall'intollerante società nipponica come "sciogli-banana", verrà successivamente rivendicato e sbandierato da Yasuko O. in qualità di nome del gruppo stesso.
Ad oggi i Melt-Banana hanno pubblicato 8 full-length album, e 23 EP (una parte dei quali sono split con altri gruppi). Nel 1997 crearono la loro etichetta discografica, la A-Zap, e ripubblicarono tutti i dischi precedenti, eccezion fatta per Scratch or Stitch, che può essere trovato sull'etichetta noise Skin Graft Records. Un mese dopo Toshiaki Sudoh lasciò la band, ed il gruppo venne aiutato da diversi batteristi per completare il tour ed i successivi dischi. Ogni anno i Melt Banana propongono un tour negli Stati Uniti, e molto spesso vengono in Europa, lasciando minor spazio ai tour giapponesi. Steve Albini ha prodotto molti dei dischi dei Melt-Banana.

## Stile
La musica dei Melt-Banana fa parte di quel genere che molti descrivono come "noise rock" o "noisecore". Entrambi i generi, comunque, si riferiscono a generi che mescolano noise, rock ed altri generi. Agata sovrappone, generalmente, due riff differenti aggiungendo inoltre degli effetti sonori apparentemente casuali che contribuiscono alla sensazione di rumore. Yasuko O. propone invece un cantato grezzo e brutale, urlando a squarciagola nel microfono. Le linee del basso di Rika mm' non sono molto diverse da quelle di altri gruppi, ma donano un'ulteriore dose di rumorismo al lavoro di Agata. La batteria, solitamente, propone semplicemente una grande velocità (anche se negli ultimi dischi è diventata più tecnica). Il gruppo descrive la sua musica più recente (specialmente Teeny Shiny e Cell-Scape) come pop, ma in realtà ci si trova lontanissimi da esso. Tra le altre cose, molti dei loro dischi (eccetto i due appena menzionati) sono volutamente in bassa fedeltà.
I Melt-Banana hanno registrato una cover di Tintarella di luna di Mina.
Sono citati nel libro Guerra agli umani di Wu Ming 2

## Line-Up
- Yasuko Onuki - voce
- Ichirou Agata - chitarra, effetti sonori
- Rika Hamamoto - basso
- ??? - Batteria (come detto sopra, attualmente i Melt Banana non hanno un batterista, e vengono aiutati da diversi musicisti, tra cui Dave Witte de Discordance Axis e Burnt By the Sun)

### Ex-Componenti
- Toshiaki Sudoh - batteria
- Oshima Watchman - batteria

## Discografia

### Album in studio
- 1994 - Speak Squeak Creak
- 1994 - Cactuses Come in Flocks
- 1995 - Scratch or Stitch
- 1996 - Scratch or Stitch
- 1998 - Charlie
- 1999 - MxBx 1998/13,000 Miles at Light Velocity
- 2000 - Teeny Shiny
- 2003 - Cell-Scape
- 2005 - 13 Hedgehogs
- 2007 - Bambi's Dilemma
- 2013 - Fetch

### EP
- 1994 - Hedgehog
- 1995 - It's in the Pillcase
- 1996 - Untitled (Piano One)
- 1997 - Eleventh
- 1998 - Dead Spex
- 2002 - 666
- 2006 - Ai No Uta

### Split
- 1994 - Split 7" con i God Is My Co-Pilot
- 1995 - Split 7" con i Discordance Axis
- 1995 - Split 7" con i Pencilneck
- 1996 - Split 7" con i Target Shoppers
- 1996 - Split 10" con i Stilluppsteypa
- 1997 - Split 7" con i Plainfield
- 1998 - Split 5" con i Xerobot
- 1998 - Split 7" con i Killout Trash
- 2001 - Split 8" con i Three Studies for a Crucifixion
- 2001 - Split 7" con i Dynamite Anna and the Bone Machine
- 2001 - Split 7" con i Damien Frost
- 2002 - Split 7" con i The Locust
- 2002 - Split 7" con i Big D & the Kids Table
- 2004 - Split 7" con i Narcosis
- 2005 - Split 10" con i Chung
- 2005 - Split 5" record/3" CD con i Fantômas